# Antarctogeneia macrodactyla
Antarctogeneia macrodactyla is een vlokreeftensoort uit de familie van de Pontogeneiidae. De wetenschappelijke naam van de soort is voor het eerst geldig gepubliceerd in 1974 door Thurston.